# Лолашвили, Отари Ильич
Отар Ильич Лолашвили — советский хозяйственный, государственный и политический деятель.

## Биография
Родился в Тбилиси в 1924 году. Член КПСС с 1946 года.
С 1943 года — на хозяйственной, общественной и политической работе. В 1943—1988 гг. — механизатор, санинструктор, инструктор, заведующий отделом райкома, инструктор, заместитель заведующего отделом Тбилисского обкома, секретарь, второй секретарь Октябрьского райкома партии г. Тбилиси, секретарь парткома Совета народного хозяйства Грузинской ССР, первый секретарь Октябрьского райкома, заведующий отделом ЦК КП Грузии, второй секретарь, первый секретарь Тбилисского горкома Компартии Грузии, Министр промышленности строительных материалов Грузинской ССР.
Избирался депутатом Верховного Совета СССР 7-го и 8-го созывов, Верховного Совета Грузинской ССР 5-6-го и 9-10-го созывов.
Делегат XXIII и XXIV съездов КПСС. Снят с должности первого секретаря Тбилисского горкома партии после прихода к власти Эдуарда Шеварднадзе. С 1972 года был министром промышленности строительных материалов Грузинской ССР. В 1983 году Лолашвили был назначен первым заместителем председателя Госплана Грузинской ССР. С 1988 года на пенсии.
Умер в Тбилиси в январе 2005 года.